# Cerro Socopó
El Cerro Socopó es un pico de la serranía del Empalado también referida como serranía de Ciruma o Siruma (Venezuela), que forma parte del sistema Coriano o Formación Lara-Falcón-Yaracuy. Está ubicado en la porción noroeste de la serranía, entre los estados Falcón y Zulia, tiene una superficie de 38,4 km² por encima de la cota de 900 m, y una altura máxima de 1571 m. Está separado del macizo conformado por Cerro Azul y El Cerrón por alturas menores a 900m. La vegetación original es predominantemente bosque seco, aunque existen algunos remanentes de bosque húmedo, en los que puede encontrarse árboles emblemáticos como "el Niño" o "Cucharón" (Gyranthera caribensis).

## Fauna
Al menos tres especies de ranas han sido descritas del Cerro Socopó, y se cree que todas son endémicas de esta Serranía: Dendropsophus amicorum, Mannophryne lamarcai y Leptodactylus magistris. Adicionalmente se encuentran otras especies de ranas de amplia distribución, como Hyla crepitans, Bufo marinus, Phyllomedusa trinitatis, Phrynohyas venulosa y Physalaemus pustulosus.